# Shapley-Curtisdebatten
Shapley-Curtisdebatten, även kallad Den stora debatten, var en debatt om universums form och storlek inom astronomin på 1920-talet. Debatten namngavs efter de två huvudkombattanterna, astronomerna Harlow Shapley och Heber Curtis. Harlow Shapley menade att Vintergatan var synonym med universum, medan Heber Curtis hävdade att spiralnebulosor, det vill säga vad vi idag kallar spiralgalaxer, som Andromeda var egna fristående stjärnsystem och inte en del av Vintergatan. Populärt beskrivs debatten ofta som en intellektuell boxningsmatch mellan den gamles, Shapleys, gammalmodiga syn mot den unges, den oetablerade Curtis, nytänkande. Faktum är att Shapley var mer än tio år yngre än Curtis. Inom den vetenskapliga disciplinen menar man att ett antal teorier presenterades, mot vilka det opponerades och till slut visade det sig att båda hade rätt i olika delar och till och med var överens om mycket, även om sådant som senare visade sig felaktigt. Det argumenteras också för att "den gamle" Shapley trots allt stod för en modernare syn på astronomin.

## Debatten startar
Den inledande debatten ägde rum den 26 april 1920 i Bairdauditoriet i Smithsonian Institution i Washington DC mellan de två astronomerna Harlow Shapley och Heber Curtis. På dagen presenterade de sina oberoende rapporter om "The Scale of Universe", ungefär universums storleksordning, och på kvällen deltog de i en gemensam diskussion. Rapporterna gick bland annat isär beträffande storleken och avståndet till spiralnebulosarna som kan ses på stjärnhimlen. Harlow Shapley hävdade att de var förhållandevis små och avlägsna gasmoln inne i den enda galaxen Vintergatan medan Heber Curtis menade att de var egna fristående galaxer, och att flera var lika stora eller större än Vintergatan. Harlow Shapely hävdade att solens placering i vintergatan var i utkanten och att gasmolnen omringade galaxen, medan Heber Curtis förespråkade att solen var centralt placerad i Vintergatan.
Debatten kom till en ännu allmännare kännedom året efter i två artiklar i maj månads utgåva av de amerikanska vetenskapsakademiernas, The National Academies, tidning. I artiklarna presenterade de båda astronomerna sina ståndpunkter och bemötte den andres.

## Harlow Shapleys ståndpunkt

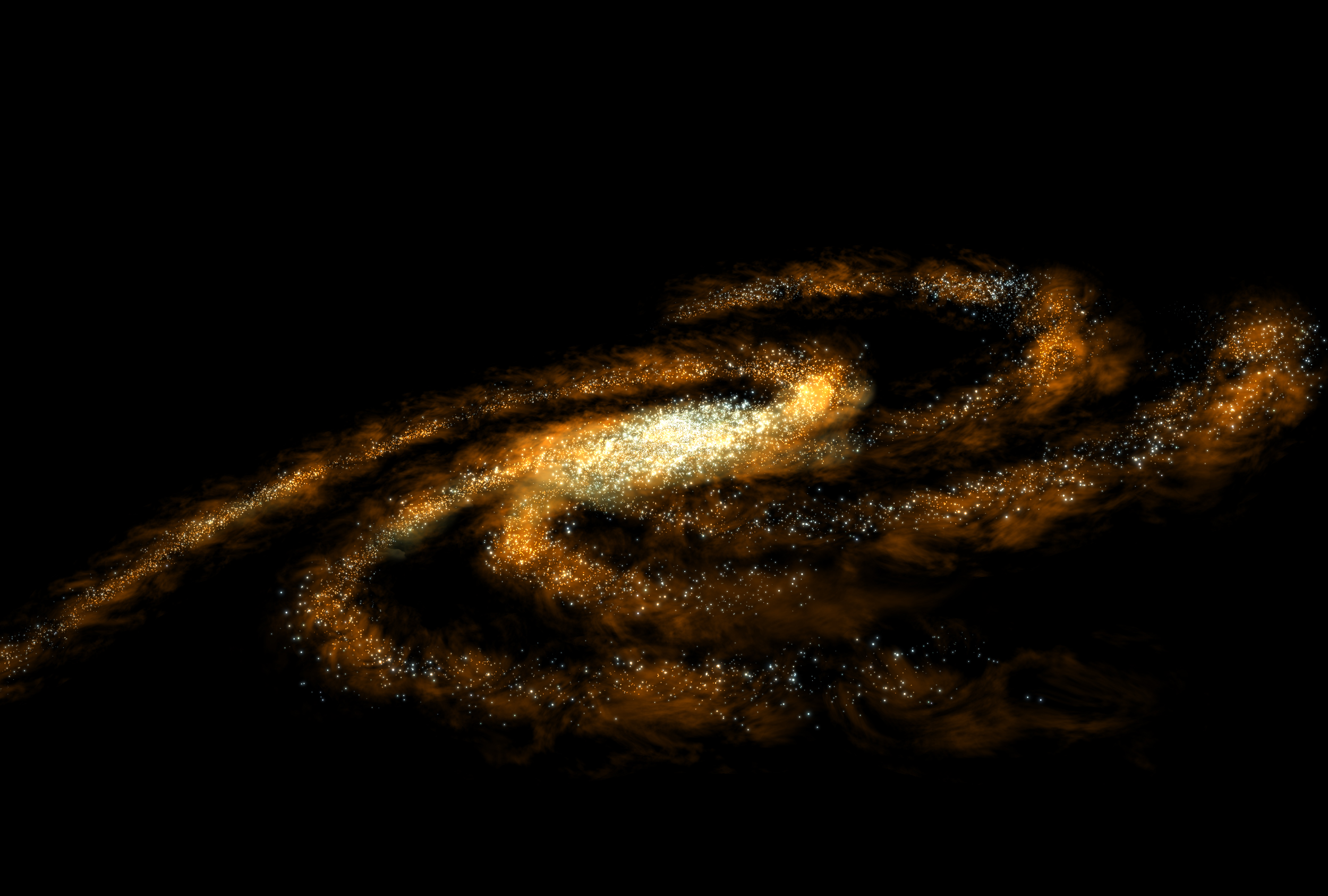
Galaxen Vintergatan.

Harlow Shapley var den etablerade vetenskapsmannen. Han hade studerat variabla stjärnor, cepheiderna, och använt dessa för att mäta avstånd i universum. Det var dessa studier som låg till grund för hans beskrivning av Vintergatan som en förhållandevis platt spiralformad skiva med solen i ytterområdet. Han hade också bestämt Vintergatans storlek till 100 kiloparsec år 1917. Tidigare var den allmänna uppfattningen att den inte var större än något tiotal kiloparsec.
Han menade att om Andromedagalaxen inte låg i Vintergatan så måste avståndet till den vara 108 ljusår, det var ett avstånd de flesta astronomer inte kunde acceptera. Han fick stöd i mätdata av Adriaan van Maanen som menade att han mätt rotationen på Vindsnurregalaxen. Om den vore lika stor som en galax skulle dess ytterområde röra sig med en hastighet större än ljuset. Dessutom hade en nova som observerats i Andromedagalaxen lyst starkare än andromedagalaxen självt, och att en enda nova skulle lysa starkare än galaxen den fanns i är inte rimligt.

## Heber Curtis ståndpunkt

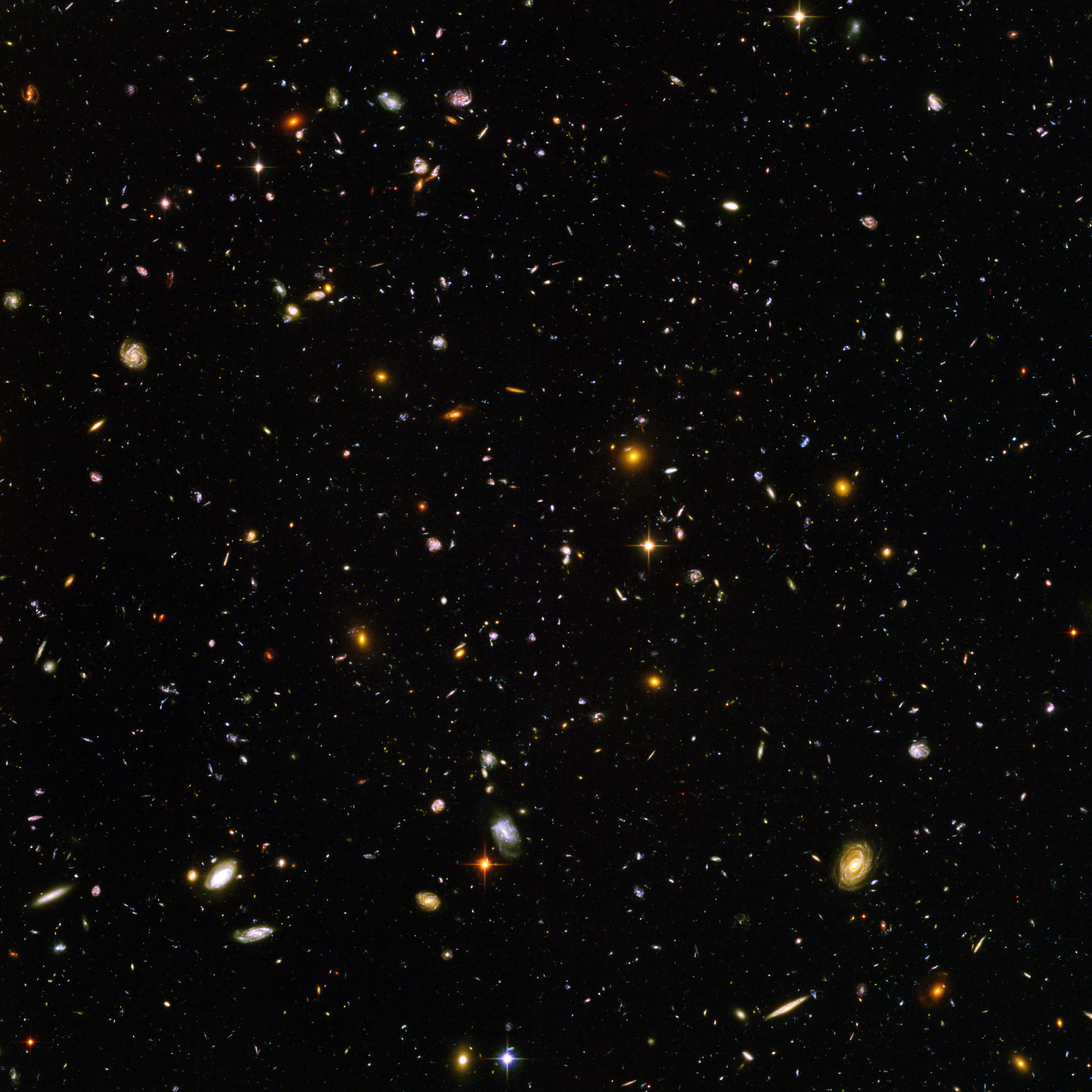
Fotot Hubble Ultra Deep Field visar över 10 000 galaxer på 0.000024% av himlen.

Heber Curtis menade att solen låg i centrum av Vintergatan som var några tusen ljusår stor. Han menade också att Vintergatan var en av flera fristående galaxer i universum. Det betydde att Adriaan van Maanens mätningar var felaktiga, och han bemötte mätningarna med att om de var korrekta måste Vintergatan ha andra proportioner än de som Shapley förespråkade. Han tvivlade på metoden att mäta avstånd med variabla stjärnor och höll med uppfattningen att Vintergatan var cirka 10 kiloparsec.

## Eftermäle
År 1924 visade Edwin Hubble med sina observationer från Mount Wilson-observatoriet i Kalifornien att Andromedagalaxen verkligen var en avlägsen spiralgalax. Han bestämde dessutom avståndet till den med hjälp av studier av variabla stjärnor. Det var en metod som ratats av Heber Curtis men som nu visade att han haft rätt, det var dessutom den metod som Harlow Shapley använde för att bestämma storleken, formen och solens placering i Vintergatan. Variabla stjärnor används än idag för att mäta avstånd inom och utom Vintergatan. Däremot var inte Heber Curtis teori om flera galaxer särskilt unik, han presenterade bara något flera andra astronomer redan hävdat, till exempel den svenske astronomen Knut Lundmark. Han fick rätt i att Adriaan van Maanens mätningar var felaktiga.
Vad gäller själva Vintergatan är den ungefär hälften så stor som Harlow Shapley hävdade, vilket fortfarande var betydligt bättre närmevärde än äldre skattningar. Dessutom stämmer formen med Harlow Shapleys beskrivning, och solsystemet ligger i utkanten av den. Harlow Shapley var heller aldrig särskilt påstridig gällande om universum bestod av en eller flera galaxer. Under den inledande debatten var det en punkt som Harlow Shapley knappt berörde.
I april 1995, i samma lokal på Smithsonian Institution som den stora debatten mellan Harlow Shapely och Heber Curtis, hölls en ny debatt för att uppmärksamma 75-årsminnet av den ursprungliga debatten. Debatten kallades "The Distance Scale to Gamma-Ray Bursts Great Debate in 1995", ungefär Den stora debatten 1995 om storleksordningen på avståndet till gammablixtarna. Det fanns motsägande bevis både på att gammablixtar skedde inom galaxerna och att de var intergalaktiska händelser. Astronomerna Bohdan Paczynski och Donald Q. Lamb intog motsatta ståndpunkter i debatten.